# Carles Ferran de França
Carles Ferran de França, duc de Berry (Versalles 1778 - París 1820). Príncep de França amb el tractament d'altesa reial que ostentà per gràcia reial el ducat de Berry.
Nascut al Palau de Versalles el dia 24 de gener de 1778, sent fill del comte d'Artois i de la princesa Maria Teresa de Savoia. Net per via paterna del delfí Lluís de França i de la princesa Maria Josepa de Saxònia i per línia materna del rei Víctor Amadeu III de Sardenya i de la infanta Maria Antònia d'Espanya.
Carles Ferran, al costat del seu pare, el llavors comte d'Artois, escaparen de la Revolució Francesa emigrant a la Gran Bretanya. Posteriorment, tant el comte d'Artois com el duc de Berry entraren a formar part de l'exèrcit del príncep de Condé que lluitava contra la França revolucionària.
Sembla bastant provat que durant la seva estada a la Gran Bretanya, el duc de Berry mantingué una relació sentimental amb una ciutadana britànica de nom Amy Brown qui li donà tres fills, George Granville Brown, la baronessa de Charrette i la comtessa de Lucinge-Faucigny.
L'any 1814 pogué retornar a França amb la resta de la Família reial francesa i sota les ordres del rei Lluís XVIII de França, el seu oncle, esdevingué cap de l'exèrcit reialista en contra de la temptativa de Napoleó I de França dels anomenats Cent Dies.
L'any 1816 es casà a la Catedral de Notre-Dame de París amb la princesa Maria Carolina de Borbó-Dues Sicílies, filla del rei Francesc I de les Dues Sicílies i de l'arxiduquessa Maria Clementina d'Àustria. La parella tingué quatre fills:
- SAR la princesa Lluïsa de França, nada a París el 1817 i morta a París el mateix any.

- SAR el príncep Lluís de França, nat a París el 1818 i mort el mateix dia.

- SAR la princesa Lluïsa de França, nada a París el 1819 i morta a Venècia el 1864. Es casà amb el duc Carles III de Parma.

- SAR el príncep Enric de França, comte de Chambord, nat al Palau de les Teuleries el 1820 i mort al Castell de Frohsdorff a Àustria. Es casà amb l'arxiduquessa Maria Teresa d'Àustria-Este.

El duc de Berry i la seva família gaudiren d'una important popularitat durant el període de la restauració. Ara bé, el dia 14 de febrer de 1820, el duc de Berry fou assassinat a París a la sortida de l'Ópera per Louis Pierre Louvel, un treballador que, en ser interrogat per la policia, manifestà simpaties envers Napoleó.
El duc de Berry fou enterrat a la Basílica de Saint-Denis.